# غاري غينتايل
غاري غينتايل (بالإنجليزية: Gary Gentile)‏ هو كاتب أمريكي، ولد في 1946.